# 相元ゆうき
相元 ゆうき（あいもと ゆうき）は、日本の女性声優。主にアダルトゲームに出演している。

## 人物
- 趣味・特技は陸上競技、スノーボード、バスケットボール、ビデオ鑑賞。
- 取得資格は普通免許、スクーバダイビングCカード、MOUS検定上級、全商珠算・電卓実務検定3級、実用英語技能検定3級。

## 出演作品

### アニメ
- ハルヲ（ハルヲ）

### ゲーム

#### 2007年
- Officer's 〜女捜査官達の淫獄・ボイス版〜（水無神 静華、火群冴） ※ 同人ゲーム

#### 2008年
- 孕ら☆みん!! 〜催眠中だし子づくり宣言〜（都々御 日名子、相原 愛璃）
- 孕ら☆カノ!! 〜あの娘とラブラブ孕ぼて性活〜（橘 霞歩、瀬野 綾那）

#### 2009年
- 孕ら☆ちゅちゅっ!! 〜咬めばあの娘もHな天使〜（椎名 ゐのり）
- ひとづままん!! 〜孕んだくノ一妻みごろ〜（雪華 琉玖、八坂 魚々子）
- ままん教室 〜未来のHなお勉強〜（水島 穂花）